# Daichi Hayashi
Daichi Hayashi (japanisch 林 大地, Hayashi Daichi; * 23. Mai 1997 in der Präfektur Osaka) ist ein japanischer Fußballspieler.

## Karriere
Daichi Hayashi erlernte das Fußballspielen in der Jugendmannschaft von Gamba Osaka, in der Schulmannschaft der Riseisha Gakuen Toyonaka High School sowie in der Universitätsmannschaft der Osaka University of Health & Sport Sciences. Von August 2019 bis Januar 2020 wurde er von der Universität an Sagan Tosu ausgeliehen. Der Verein aus Tosu spielte in der ersten Liga des Landes, der J1 League. Hier absolvierte er 2019 als Jugendspieler ein Spiel und schoss dabei ein Tor. Nach der Ausleihe wurde er von Sagan Tosu fest verpflichtet. Für Sagan Tosu stand er 51-mal in der ersten Liga auf dem Spielfeld.
Anfang August 2021 wechselte er nach Europa, wo er in Belgien einen Vertrag beim VV St. Truiden unterschrieb. Der Verein spielt in der ersten belgischen Liga, der Division 1A. Sein Debüt in der belgischen Liga gab er am 28. August 2021 im Auswärtsspiel bei Cercle Brügge. Hier stand er in der Startelf und schoss in der 7. Minute sein erstes Tor für St. Truiden. St. Truiden gewann das Spiel mit 1:0. In der Saison 2021/22 bestritt er insgesamt 25 von 31 möglichen Ligaspielen für St. Truiden, bei denen er sieben Tor schoss, sowie ein Pokalspiel. Nach insgesamt 56 Ligaspielen, in denen er 14 Treffer erzielte, kehrte er im Sommer 2024 nach Japan zurück. Hier schloss er sich dem Erstligisten Gamba Osaka an.